# 1917 en sport

Cet article présente les faits marquants de l'année 1917 en sport.

## Baseball
- Les Chicago White Sox remportent les World Series face aux New York Giants.

## Football
- 15 janvier : création de la Coupe de France par le « Comité français interfédéral » (CFI), ancêtre de la FFF, sous l'impulsion de son secrétaire  général Henri Delaunay.
- 15 mai : le Real Madrid remporte la Coupe d'Espagne face à Arenas Club de Guecho, 2-1.
- 21 juin : FC Winterthur remporte le Championnat de Suisse.
- 7 octobre : lancement de la Coupe de France. Tour préliminaire de la première édition. Voir Coupe de France de football 1917-1918.
- 14 octobre : l'Uruguay remporte la deuxième édition de la Copa América.
- Celtic champion d’Écosse.

## Hockey sur glace
- 26 novembre : création de la Ligue nationale de hockey à l'hôtel Windsor à Montréal (Canada)
- Les Metropolitans de Seattle remportent la Coupe Stanley.
- HC Les Avants champion de Suisse (Ligue Internationale).
- HC Berne champion de Suisse (Ligue Nationale).

## Rugby à XIII
- Balmain remporte la Winfield Cup, championnat d’Australie.

## Rugby à XV
- Le Stade Nantais est champion de France.

## Tennis
- 37e édition du championnat des USA :
  - L’Américain Lindley Murray s’impose en simple hommes.
  - L’Américaine Molla Bjurstedt s’impose en simple femmes.

## Naissances
- 12 janvier : Jimmy Skinner, entraîneur canadien de hockey sur glace. († 11 juillet 2007).
- 26 janvier : Louis Zamperini, athlète américain, spécialiste des courses de fond († 2 juillet 2014).
- 29 mars : Tommy Holmes, joueur américain de baseball (Boston Braves). († 14 avril 2008).
- 8 juin : Byron White, joueur de football US américain († 15 avril 2002).
- 16 juin : Larbi Ben Barek (Abdelkader Larbi Ben M'barek), footballeur international franco-marocain. († 16 septembre 1992).
- 1er juillet : Georges Boulogne, entraineur français de football, sélectionneur de l'équipe de France A de 1969 à 1973. († 23 août 1999).
- 4 août : John Fitch, pilote automobile américain († 31 octobre 2012).
- 20 septembre : Obdulio Varela, footballeur uruguayen († 2 août 1996).
- 25 septembre : Phil Rizzuto (Philip Francis Rizzuto), joueur de baseball américain. († 14 août 2007).
- 17 octobre : Thomas George Jones, footballeur gallois, ayant joué à Everton. († 3 janvier 2004).
- 30 octobre : Maurice Trintignant, pilote automobile français de Formule 1. († 13 février 2005).

## Décès
- 14 juillet : Octave Lapize, 29 ans, coureur cycliste français, vainqueur du Tour de France 1910. (° 24 octobre 1887).
- 28 août : Marc Giacardy, 36 ans, joueur français de rugby à XV. (° 15 février 1881).
- 4 octobre : Dave Gallaher, 43 ans, joueur néo-zélandais de rugby à XV, 27 fois capitaine des All-Blacks. (° 30 octobre 1873).
- 31 octobre : Tibby Cotter, 32 ans, joueur de cricket australien. (° 3 décembre 1884).